# Montserrat Carol
Montserrat Carol, pseudònim de Montserrat Crusells Truñó (Esparreguera, 1929 - Barcelona, 2011), fou una poeta catalana.
Es casà amb en Josep Carol, de qui en prengué el cognom literari. Es considera una poeta d'inspiració netament maragalliana. Escrigué poesia des de ben jove, per pura necessitat d'escriure, tot i que mai no va voler participar en cap mena d'acte social o literari. Només llegia i escrivia, tot i que estava convençuda, això sí, que li havia de dedicar a la poesia el millor del seu temps. Publicà quatre llibres de poemes, tot i que el primer, Bon dia terra, bon dia mar, no va arribar fins als 51 anys (Ámbito literario, 1980). Van seguir Tristesa de gencianes (Editorial Columna, 1989), El funeral del vent (Columna, 1992) i En un indret del temps (Viena Edicions, 2001).
Joan Perucho escrigué al pròleg del primer llibre de Montserrat Carol que la seva "és una poesia de la vida i del misteri, plena d'aire pur, que ens reconcilia amb bona part de la poesia catalana dels nostres dies."
El juliol del 2013, Josep Carol va donar les obres de la Montserrat al centre de documentació de l'Institut Català de les Dones, de la Generalitat de Catalunya. I el desembre, se li va fer un homenatge a la biblioteca d'Abrera amb la participació del poeta local José Luis García Herrera.

## Obres
Montserrat Crusells Truñó, En un indret del temps, Editorial Viena, 2001. ISBN 978-84-8330-118-0

Montserrat Crusells Truñó, Tristesa de gencianes, Columna Edicions, 1989. ISBN 978-84-7809-102-7

Montserrat Crusells Truñó, El funeral del vent, Columna Edicions, 1992. ISBN 978-84-7809-415-8

Montserrat Crusells Truñó, Bon dia, terra. Bon dia, mar, Víctor Pozanco Editor, 1980. ISBN 978-84-7457-102-8